# 八印章
八印章（Astchap ）是16世紀亞洲北印度境內的詩人團體，成員不定，裡面有盲人、哲學家等。他們使用印地語作詩，詩文範圍內容偏向虛無飄渺及宗教色彩。八印章影響力雖侷限區域，但是成員後代卻成為該地區重要人物。